# Hapseong-dong
Hapseong-dong (koreanska: 합성동) är en stadsdel i staden Changwon i provinsen Södra Gyeongsang i den sydöstra delen av Sydkorea, 300 km sydost om huvudstaden Seoul. Den ligger i stadsdistriktet Masanhoewon-gu.
Administrativt är Hapseong-dong indelat i:
| Namn    | Namn                | Yta i km² | Invånare 31 dec 2018 |
| ------- | ------------------- | --------- | -------------------- |
| 합성1동 | Hapseong 1(il)-dong | 5,78      | 9 770                |
| 합성2동 | Hapseong 2(i)-dong  | 1,93      | 8 806                |